# 夢の大橋

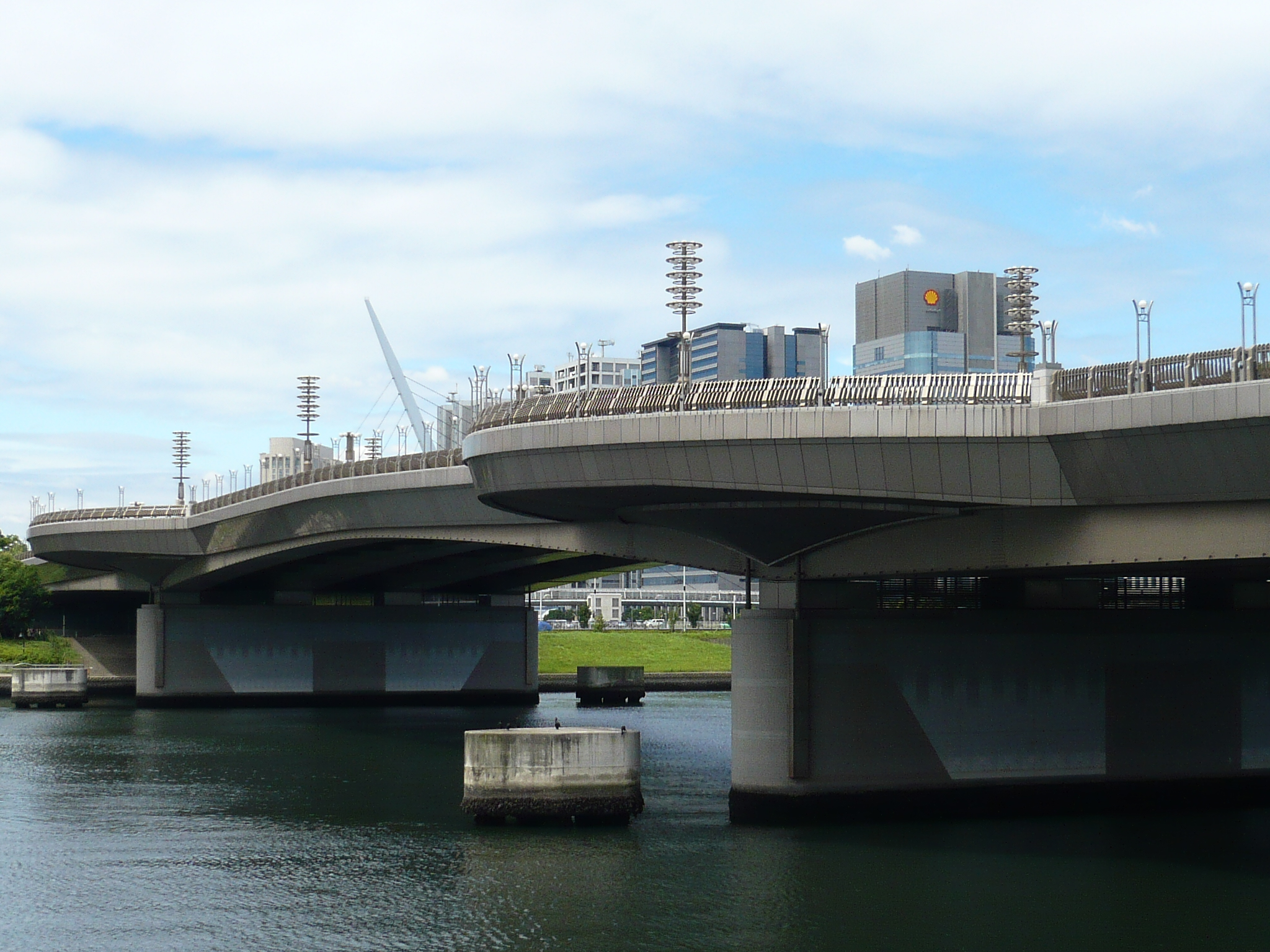
夢の大橋（水の広場公園より）

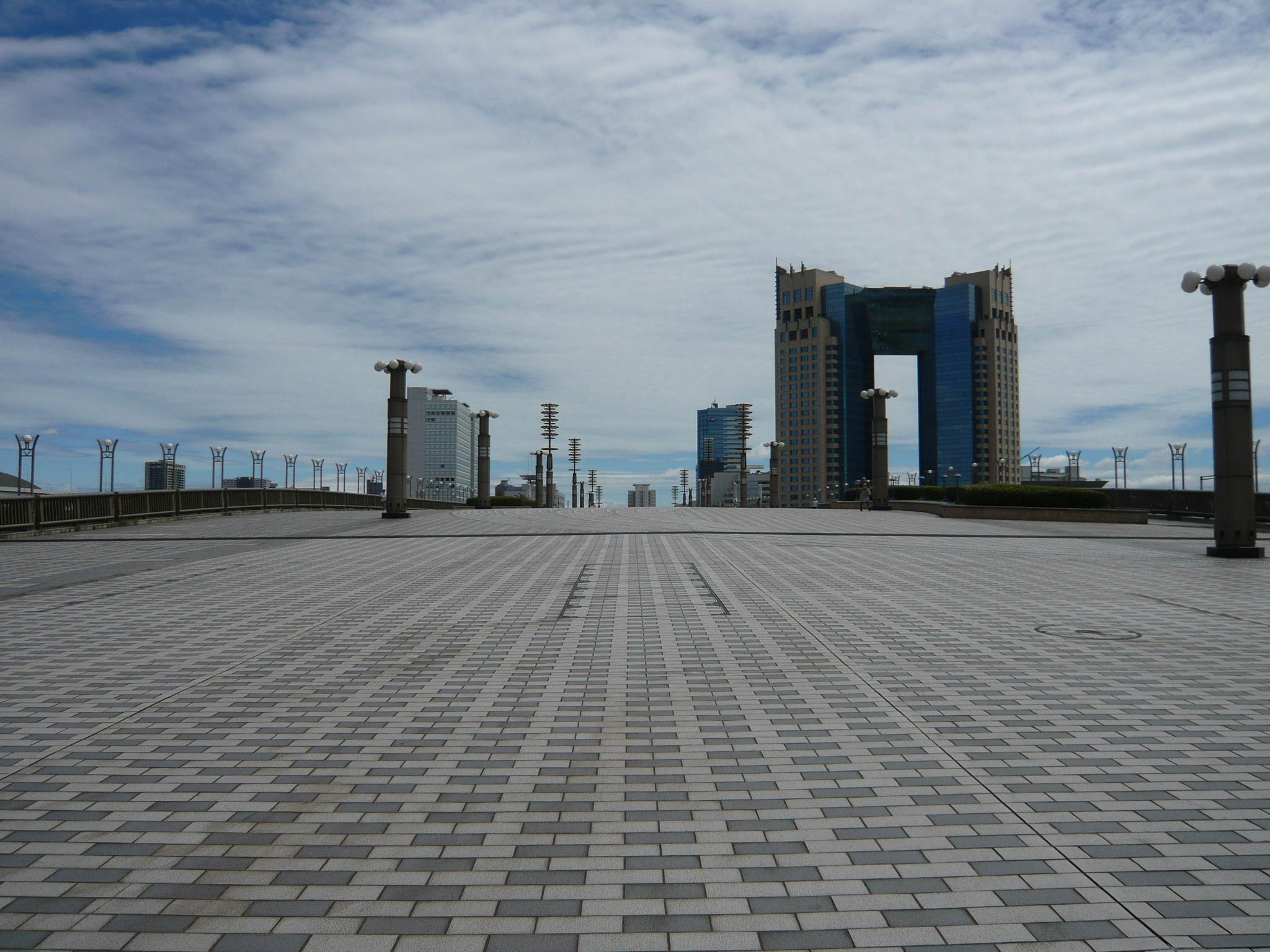
夢の大橋上

夢の大橋（ゆめのおおはし）は、有明西運河をまたぐ、東京都江東区青海と同区有明を結ぶ歩行者・自転車専用の橋。シンボルプロムナード公園内にある。ドリームブリッジの別名も持つ。1996年10月14日に連結式が行われた。全長は360m。

## 概要

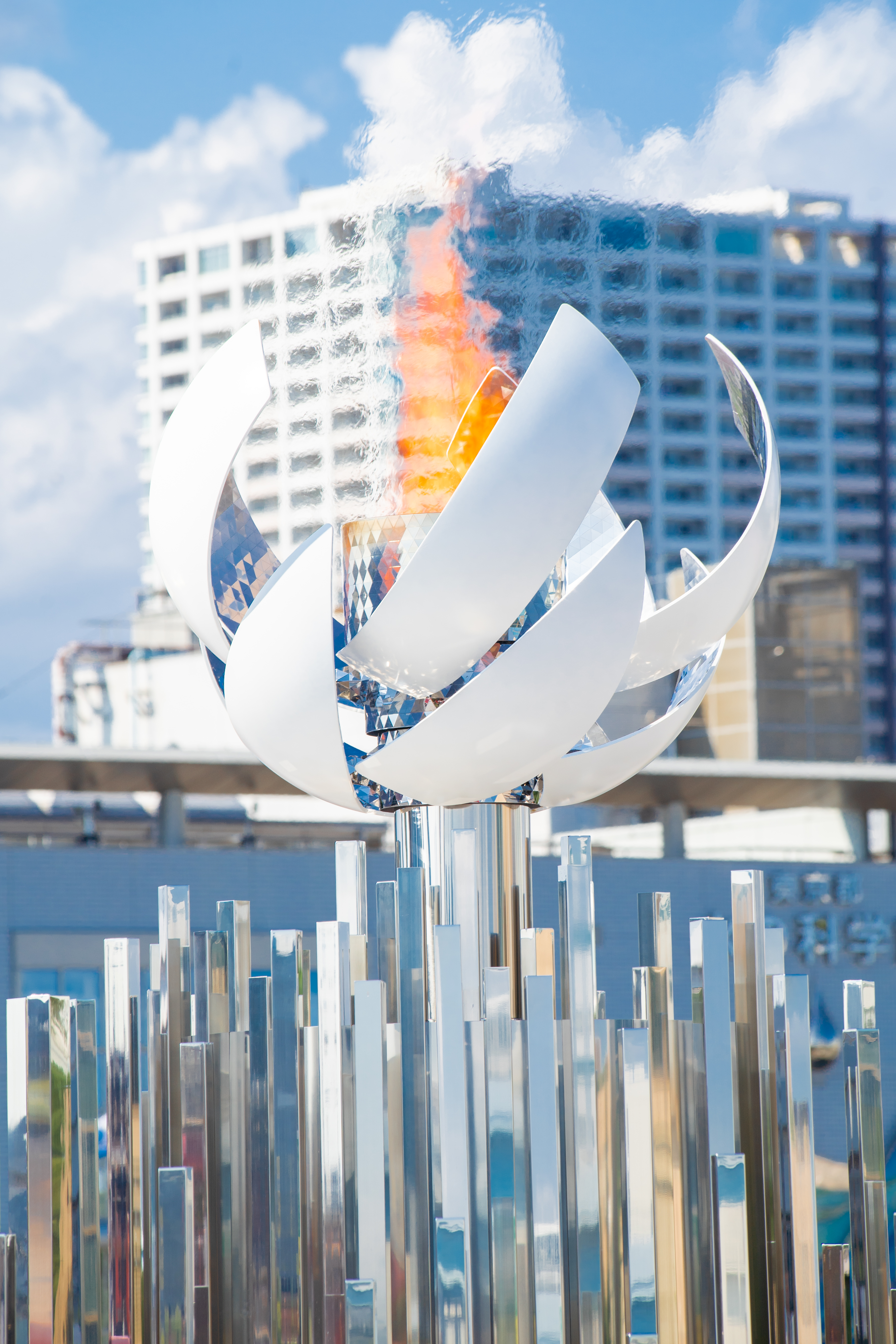
2020年東京オリンピックの聖火台

同運河にかかるのぞみ橋、新都橋、有明橋、青海橋、あけみ橋と平行するように架かる。ここから北にある橋の方向を眺めると、橋が多いことから未来都市を思わせる。
最大幅が60mで、日本一幅広い歩道橋である。基本的に車両の通行は禁止されているが、緊急時は車両通行が可能な構造となっている。
1995年には、土木学会賞のひとつである土木学会田中賞を受賞した。
最寄駅から遠く、橋の規模の割には人通りが少ないが、夜はライトアップされていて、人通りが少ないこともあって、隠れたデートスポットとなっている。
1年延期された2020年東京オリンピック・パラリンピック期間中は消防法との兼ね合いで国立競技場での設置が困難とされた聖火台が本大橋に設置され、2021年7月23日のオリンピック開会式の際に同競技場で灯された聖火を開会式後の同月24日未明に同地の聖火台へ移して、バドミントン選手の高橋礼華が点火した。同年8月24日のパラリンピック開会式の際も同様の理由で同地の聖火台に移された上で陸上選手の多川知希が再度点火した。
またドラマや映画のロケ現場にも使われる。
- ウルトラマンゼアス2 超人大戦・光と影
- ウルトラマンティガ&ウルトラマンダイナ 光の星の戦士たち
- ウルトラマンガイア
- ウルトラマンコスモス
- ウルトラマンコスモスVSウルトラマンジャスティス THE FINAL BATTLE
- ウルトラマンマックス
- ULTRASEVEN X
- ウルトラマンタイガ
- 激走戦隊カーレンジャー
- 電磁戦隊メガレンジャー
- 救急戦隊ゴーゴーファイブ
- 特捜戦隊デカレンジャー
- 烈車戦隊トッキュウジャー
- 仮面ライダー剣
- 仮面ライダーカブト
- 仮面ライダーW
- バージンロード
- 踊る大捜査線
- 離婚弁護士II
- ホットマン'04春スペシャル
- トップキャスター
- 暴れん坊ママ
- アイドル×戦士 ミラクルちゅーんず!
- マグマイザー
- 家庭教師のトラコ

## アクセス
- ゆりかもめ青海駅、東京ビッグサイト駅から徒歩5分。
- りんかい線東京テレポート駅から徒歩3分。

## 周辺施設
- 水の広場公園
- 東京ベイコート倶楽部ホテル&スパリゾート
- 東京都水の科学館
- 武蔵野大学有明キャンパス